# گرت سروس (ورزشکار)
گرت سروس (انگلیسی: Garrett Serviss; ۲۳ دسامبر ۱۸۷۸ – ۲۳ دسامبر ۱۹۰۷) ورزشکار دو و میدانی اهل ایالات متحده آمریکا بود.